# Herentals
Herentals es una localidad y municipio de la provincia de Amberes en Bélgica. Sus municipios vecinos son Grobbendonk, Heist-op-den-Berg, Herenthout, Kasterlee, Lille, Olen, Vorselaar y Westerlo. Tiene una superficie de 48,6 km² y una población en 2020 de 28.267 habitantes, siendo los habitantes en edad laboral el 65% de la población.

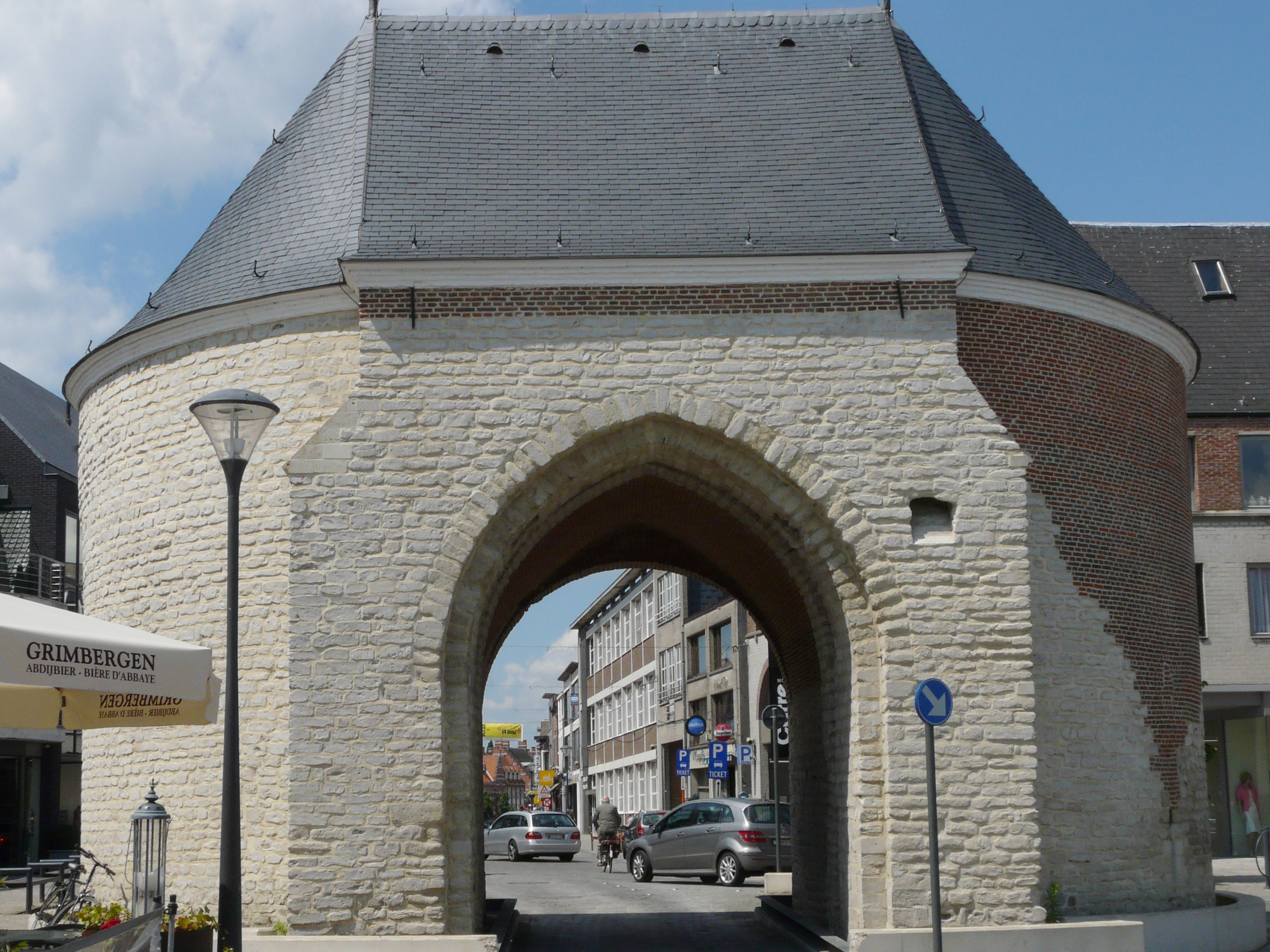
Puerta de Bovenpoort.

El municipio comprende la ciudad de Herentals y los pueblos de Morkhoven y Noorderwijk. Herentals, situada en el Canal Alberto, es el centro de comercio de la región, por lo que a menudo es considerada como la capital de la región belga de "La Campine" (en francés) o "De Kempen" (en neerlandés).

## Historia
Perteneció al Ducado de Brabante, anexionada a los Países Bajos de los Habsburgo, fue ocupada por los rebeldes neerlandeses desde octubre de 1576 a julio de 1584, cuando pasa a manos españolas. Ocupada por las tropas de la Alianza de La Haya en 1705. Fue cedida a los austriacos en 1714.
Durante la ocupación francesa (1795-1814) en 1798, se desarrolló en el municipio una batalla contra campesinos en la que resultaron vencedores los revolucionarios.

## Demografía

### Evolución
Todos los datos históricos relativos al actual municipio, el siguiente gráfico refleja su evolución demográfica, incluyendo municipios después de efectuada la fusión el 1 de enero de 1977.
| Gráfica de evolución demográfica de Herentals entre 1846 y 2020 |
|                                                                 |

## Lugares de interés turístico
- Edificios históricos: la iglesia de Santa Valdetrudis (Sint-Waldetrudis en neerlandés), la Lonja de los Paños (Lakenhal), el ayuntamiento y las puertas viejas de la ciudad. De las cuatro puertas excepcionales que tenía solo quedan dos: Bovenpoort -puerta norte- y Zandpoort -puerta occidental-.
- El Beguinaje, del siglo XIII, con casas que rodean un jardín en el que se encuentra una iglesia gótica del siglo XVII.
- El museo de ciencia acuática, Hidrodoe.
- El desfile de carnaval en invierno.
- Una gran fábrica de chocolate.

## Ciudades hermanadas
- Alpen, en Alemania.
- Cosne-Cours-sur-Loire, en Francia.
- IJsselstein, en los Países Bajos.

## Personas notables de Herentals
- Ambrosius Francken (I), pintor flamenco.
- Frans Francken I, pintor flamenco.
- Stefaan Vaes, matemático.
- Rik Van Looy, ciclista.
- Jurgen van den Broeck, ciclista.
- Johan Verstrepen, ciclista.
- Geert Omloop, ciclista.
- Paul Herijgers, ciclista.
- Mario Aerts, ciclista.
- Bart Wellens, ciclista.
- Bart Leysen, ciclista.
- Wout van Aert, ciclista.